# Arties e Garòs
|  | Aquest article tracta sobre l'entitat municipal descentralitzada. Vegeu-ne altres significats a «Arties e Garòs (terçó)». |

Arties e Garòs és una entitat municipal descentralitzada dependent de l'ajuntament de Naut Aran, a la part sud-occidental del terme. Els dos pobles que la formen, Arties (el cap de l'entitat, amb 497 habitants el 2019) i Garòs (132 habitants), estan situats al llarg de la Garona i de la carretera nacional C-28 que uneix Vielha amb Esterri d'Àneu pel port de la Bonaigua, entre Casarilh a l'oest i Gessa a l'est. El seu terme coincideix en bona part amb la conca del riu de Valarties.
Arties i Garòs, juntament amb altres pobles del municipi actual de Naut Aran, ja havien format part del terçó de Garòs, antiga batllia de la Vall d'Aran. Quan els terçons es van dividir en sesterçons es va crear l'actual d'Arties e Garòs. Va tenir ajuntament propi fins al 21 de desembre del 1967, en què es va fusionar amb Salardú, Gessa, Tredòs i Bagergue per constituir el municipi de Naut Aran. El seu terme coincideix en bona part amb la conca del riu de Valarties i es correspon amb el de l'antic municipi d'Arties, d'uns 78,58 km². L'entitat municipal descentralitzada es va crear el 9 de juliol del 1970.
| Entitat de població | Habitants (2019) |
| ------------------- | ---------------- |
| Arties              | 497              |
| Garòs               | 132              |
| Font: Idescat       |                  |

| 1990 | 1991 | 1994 | 1995 | 1996 | 2001 | 2003 | 2005 |
| ---- | ---- | ---- | ---- | ---- | ---- | ---- | ---- |
| 521  | 503  | 503  | 559  | 536  | 605  | 587  | 634  |